# Cratere Kifrī
Kifrī  è un cratere sulla superficie di Marte.